# A Fidzsi-szigetek madárfajainak listája

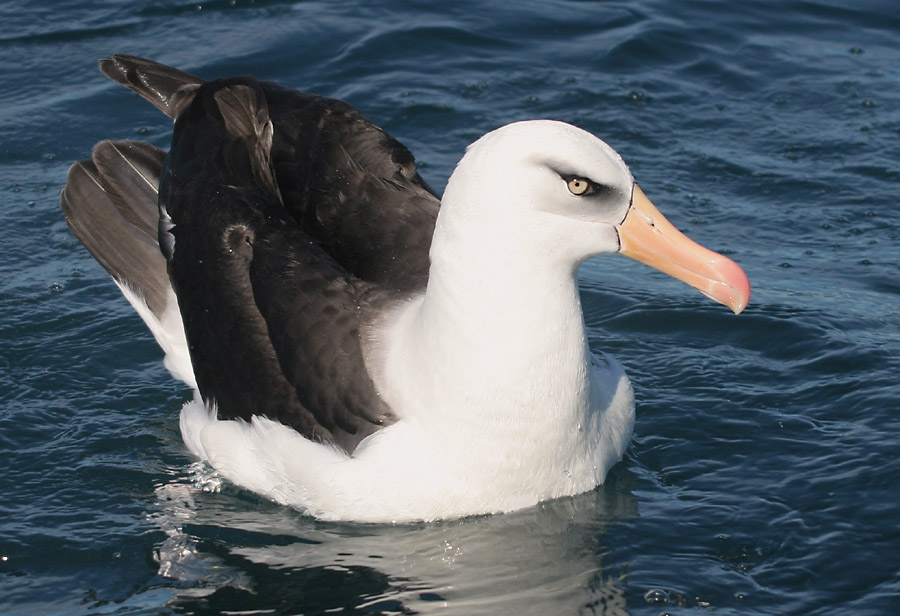
Dolmányos albatrosz (Thalassarche melanophris

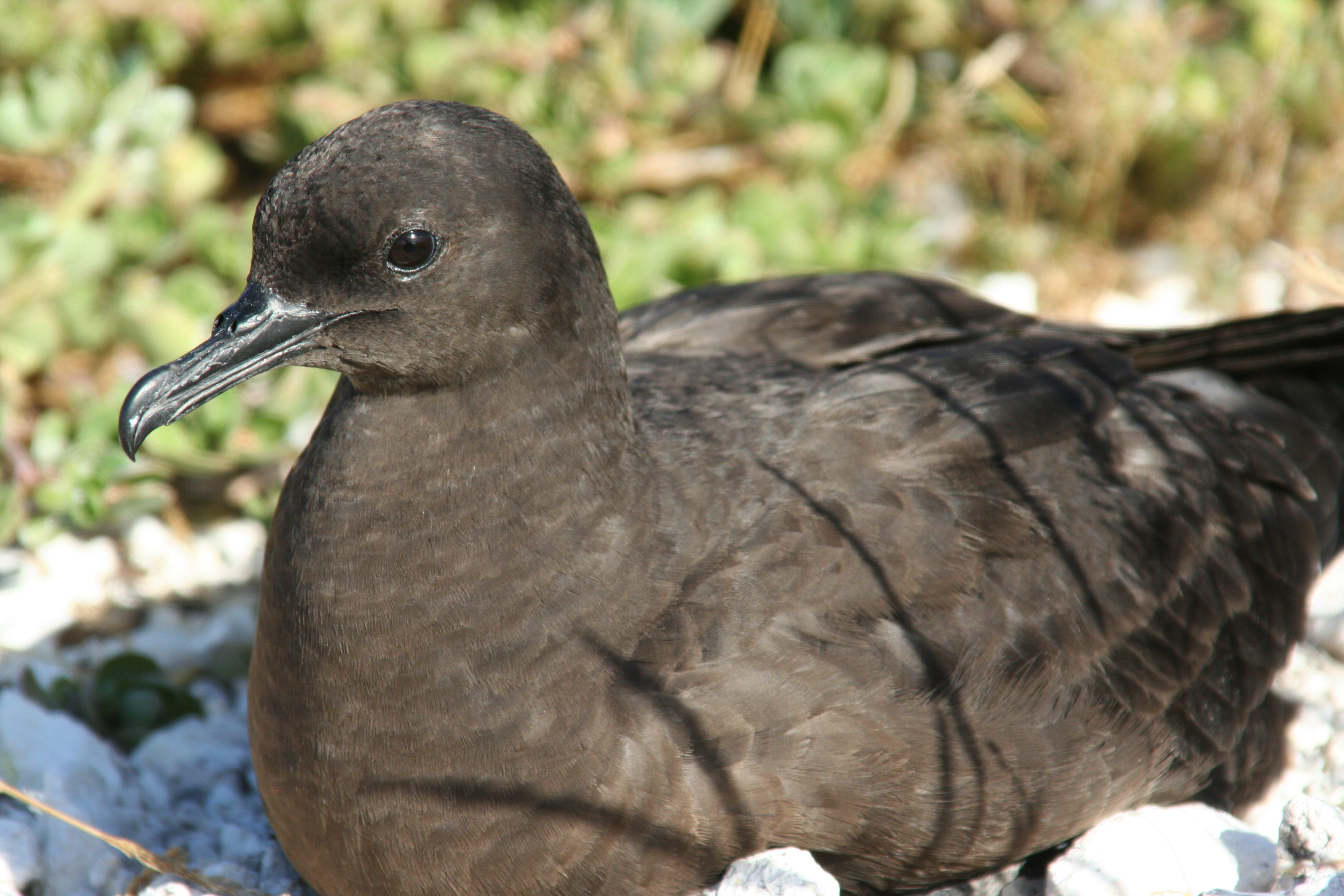
Karácsony-szigeteki vészmadár(Puffinus nativitatis)

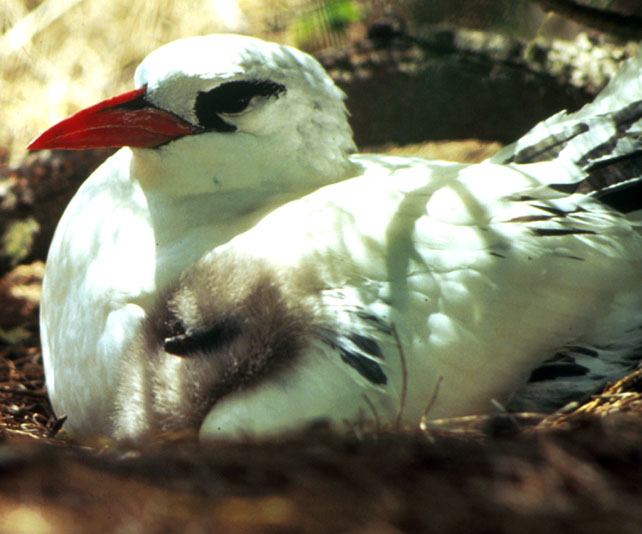
Vörösfarkú trópusimadár (Phaethon rubricauda)

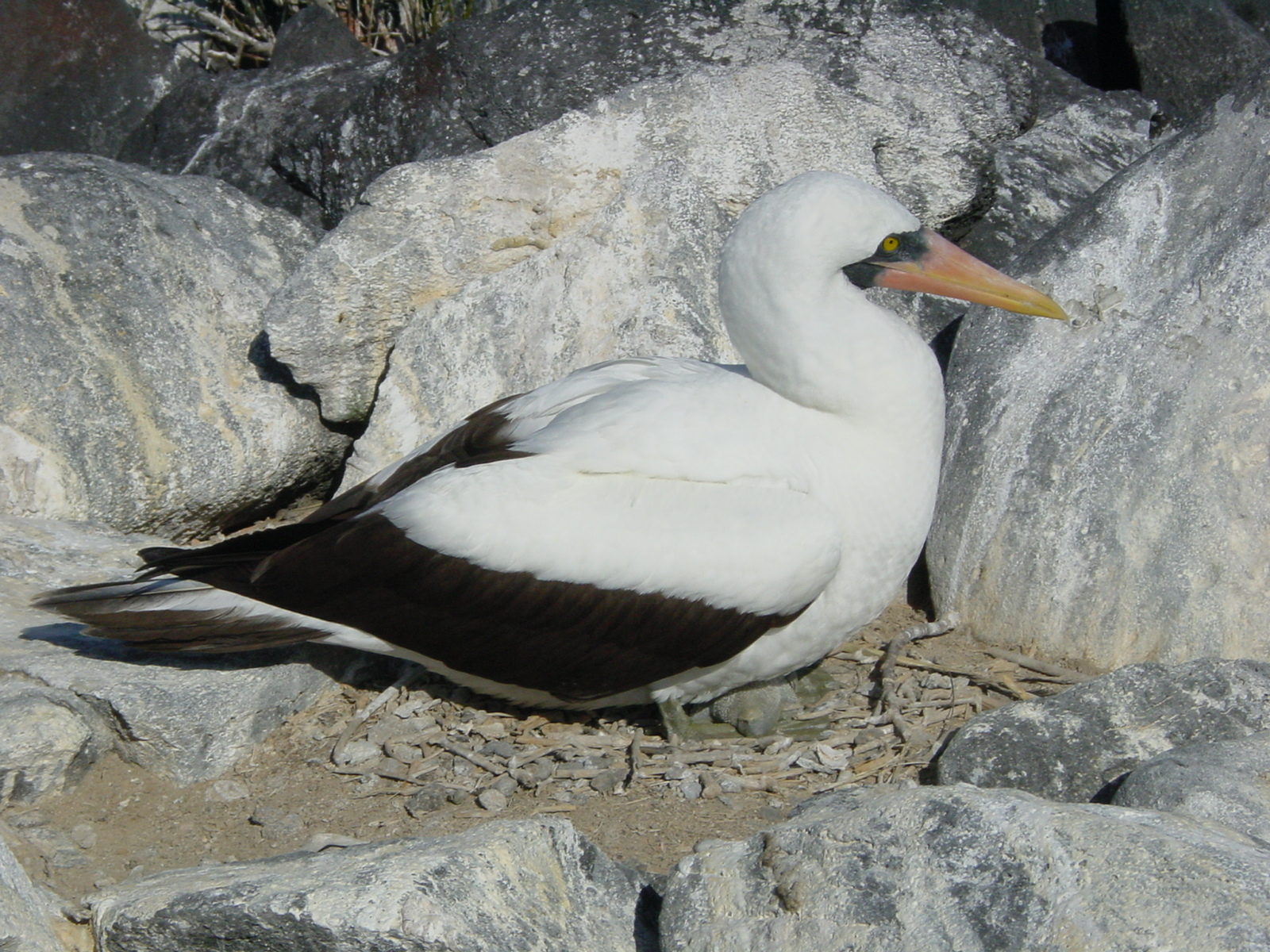
Álarcos szula (Sula dactylatra)

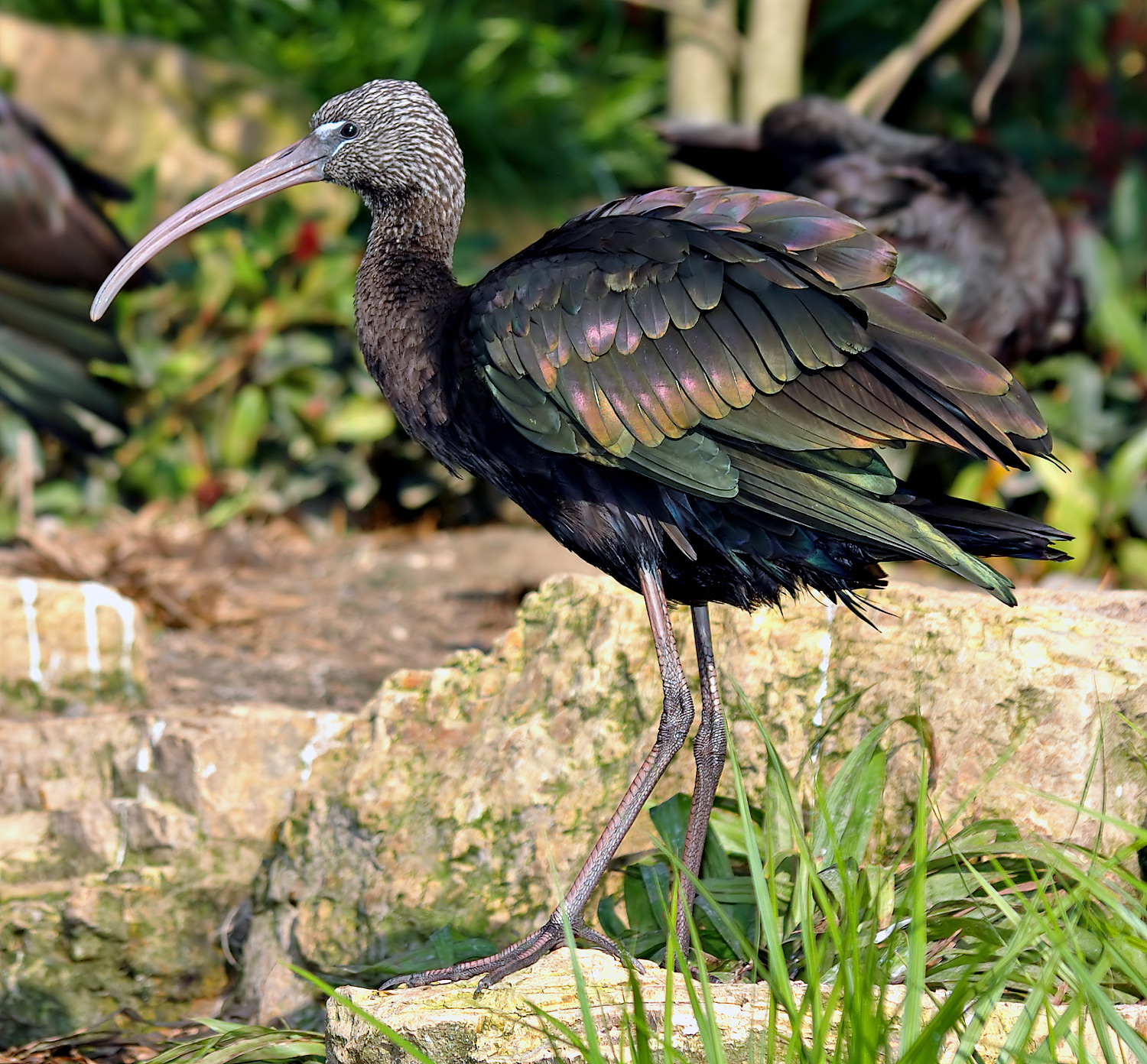
Batla (Plegadis falcinellus)

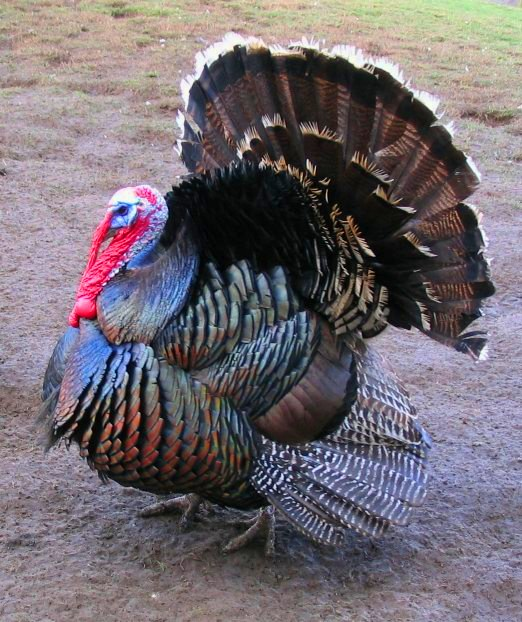
Vadpulyka (Meleagris gallopavo)

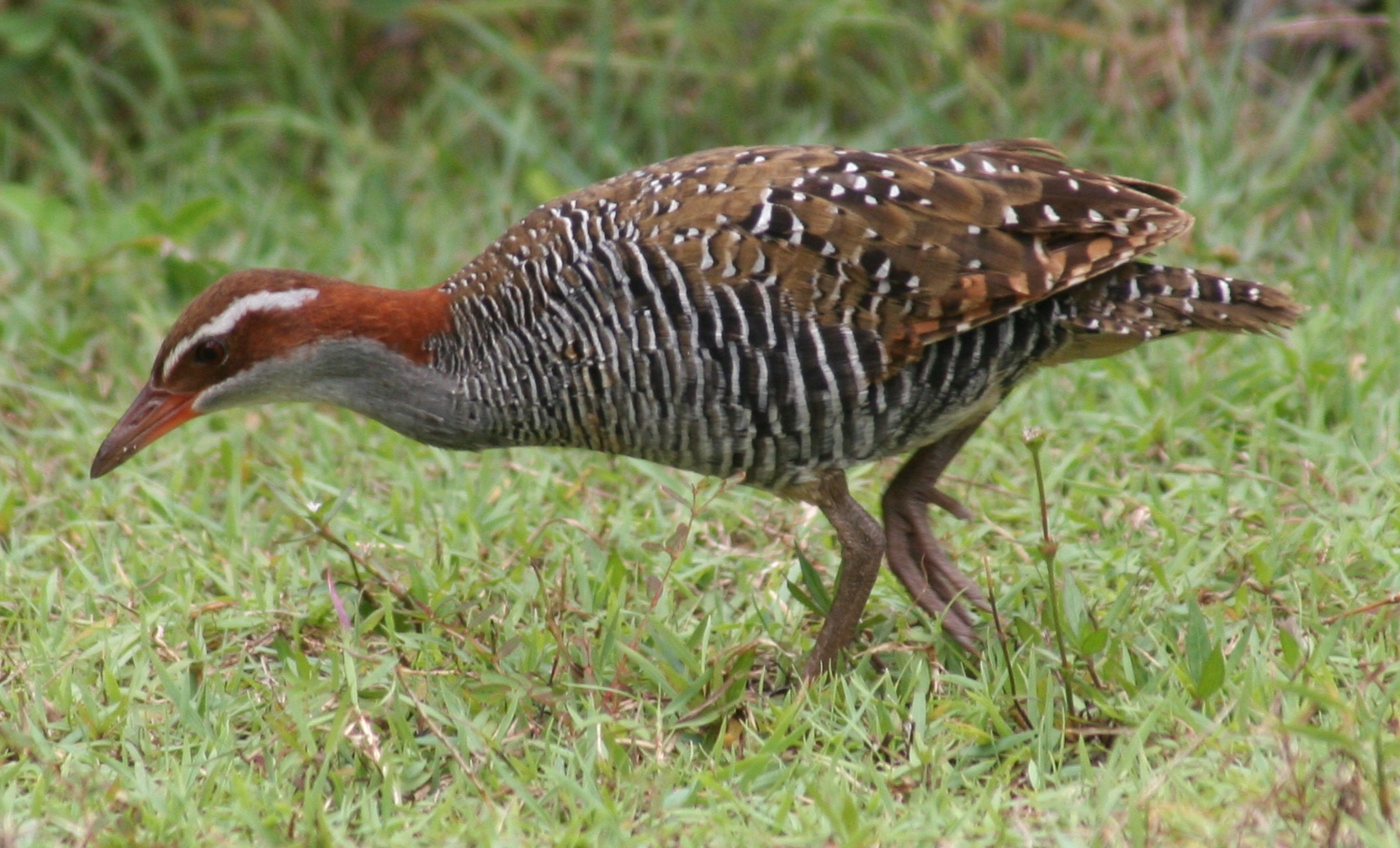
Szalagos guvat (Gallirallus philippensis)

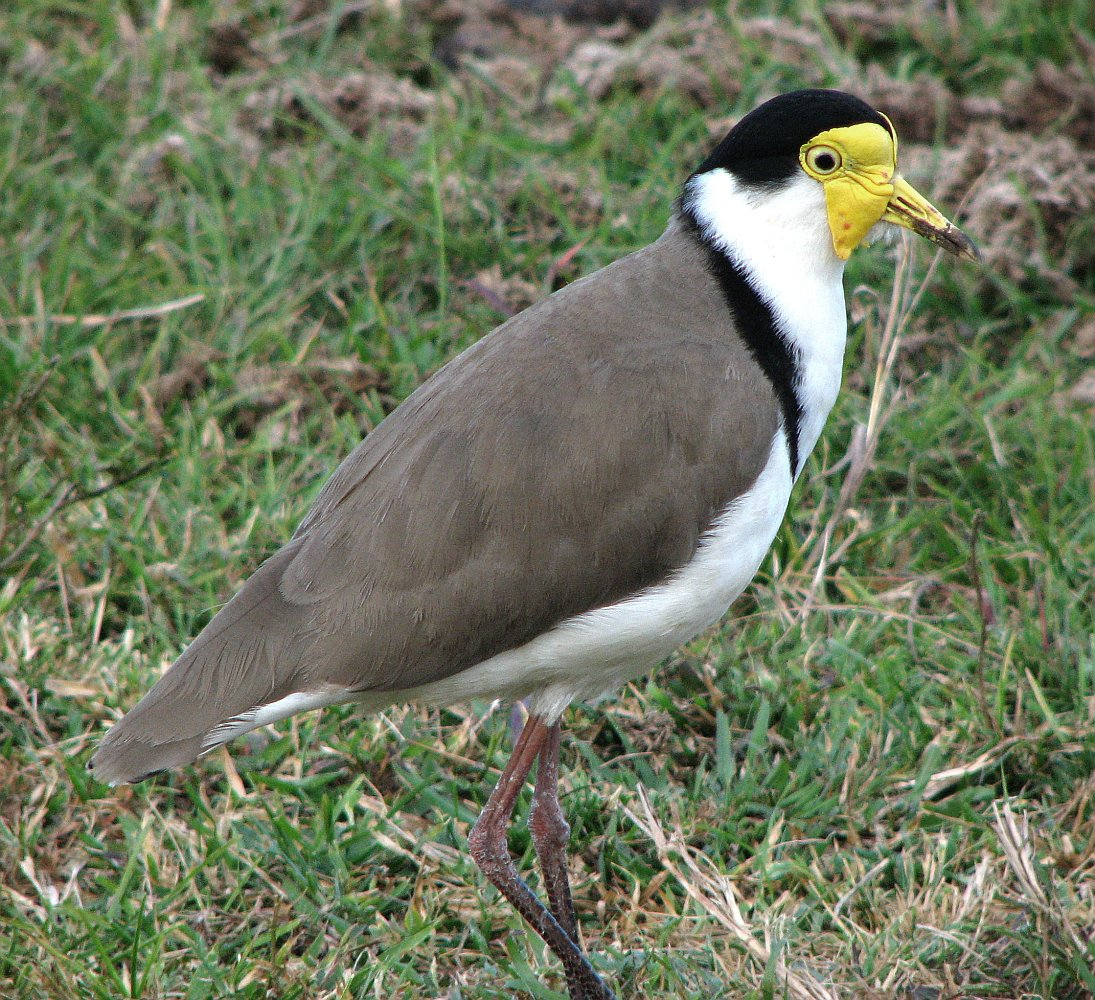
Álarcos bíbic (Vanellus miles)

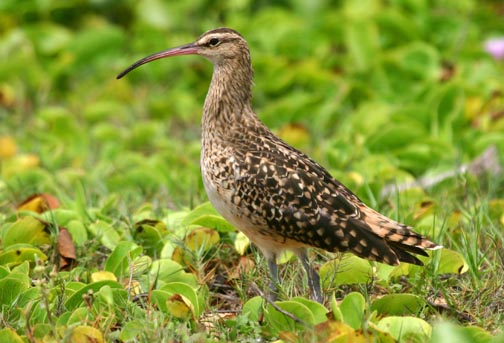
Tahiti póling (Numenius tahitiensis)

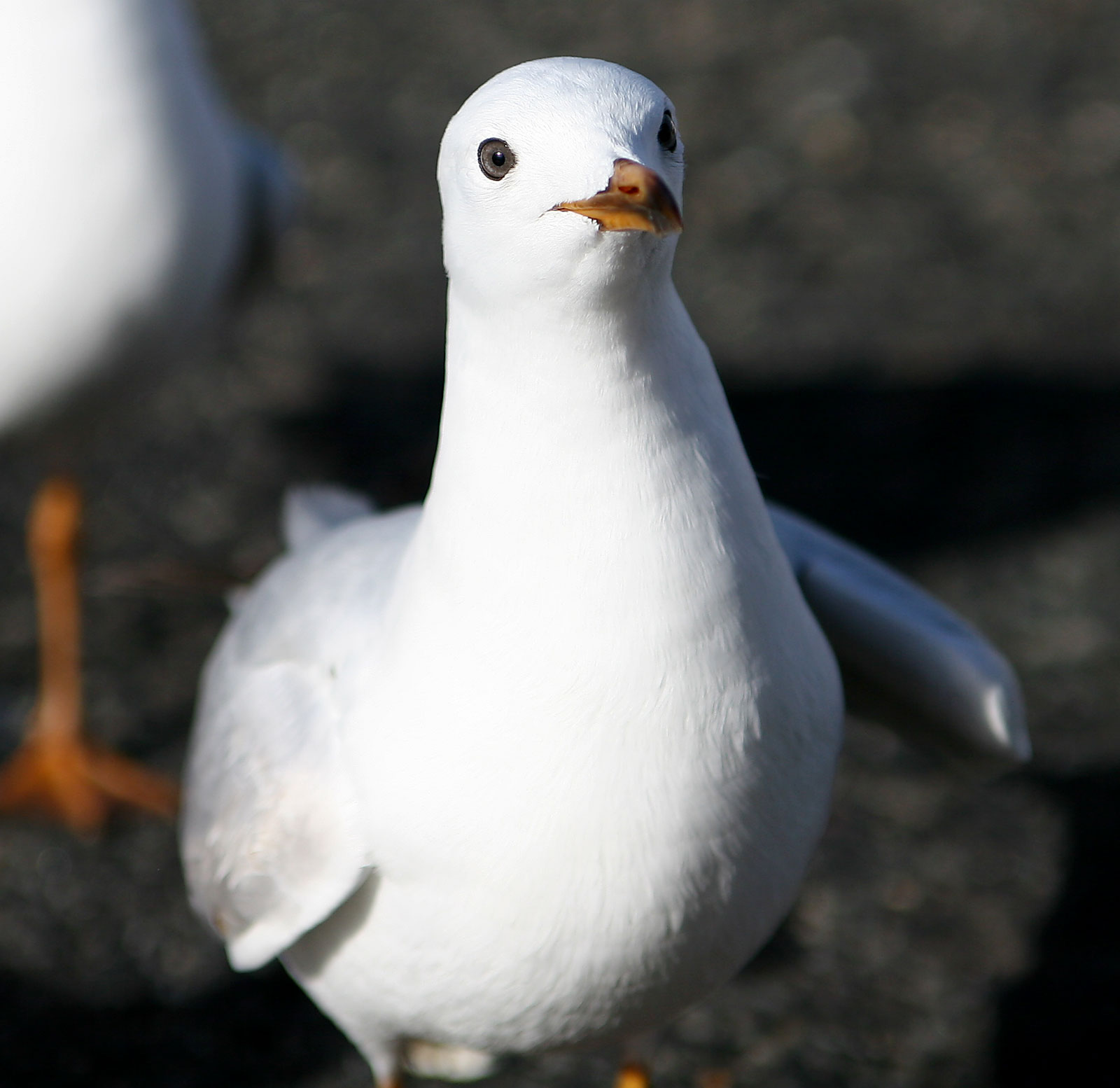
Ausztrál sirály (Larus novaehollandiae)

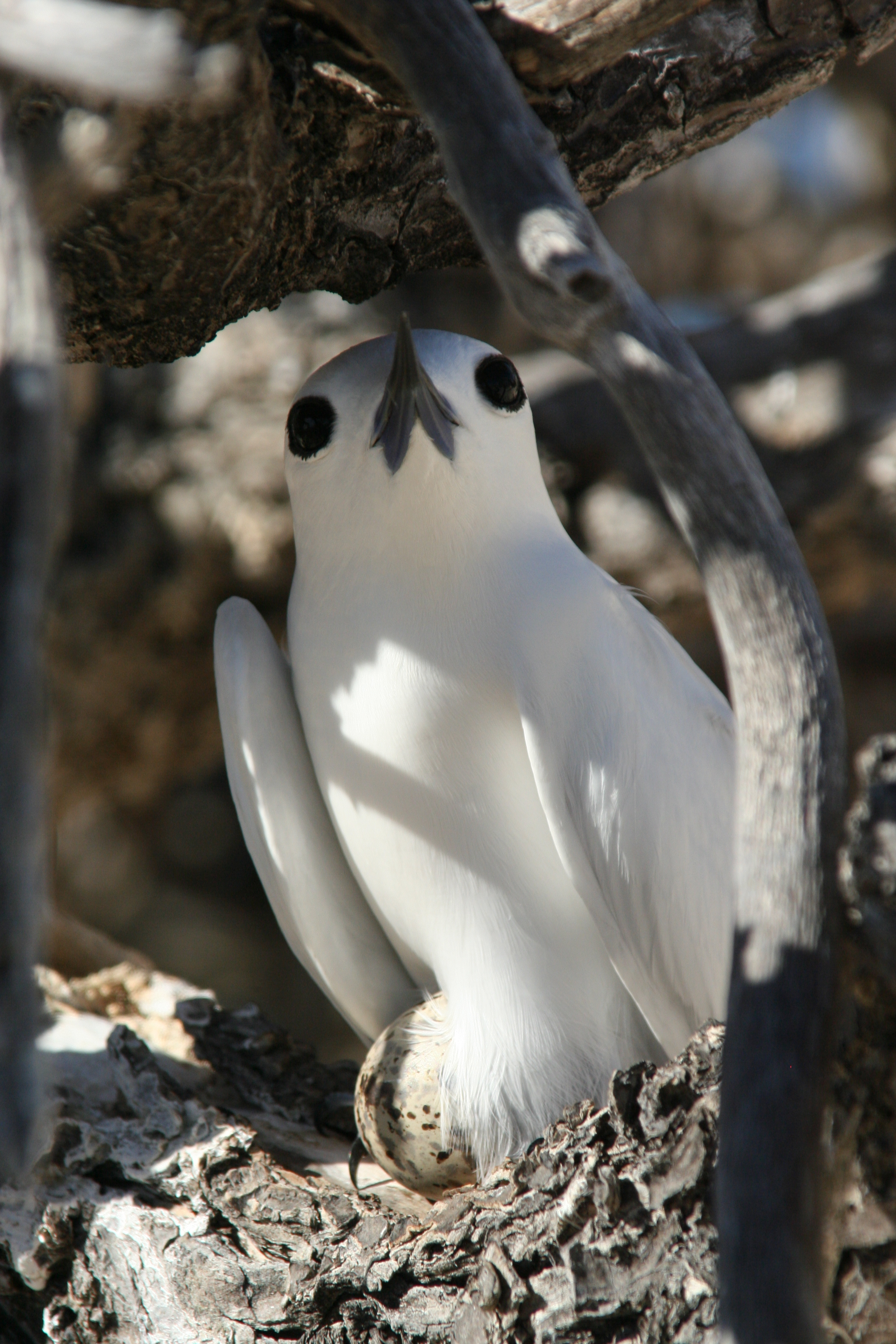
Tündércsér (Gygis alba)

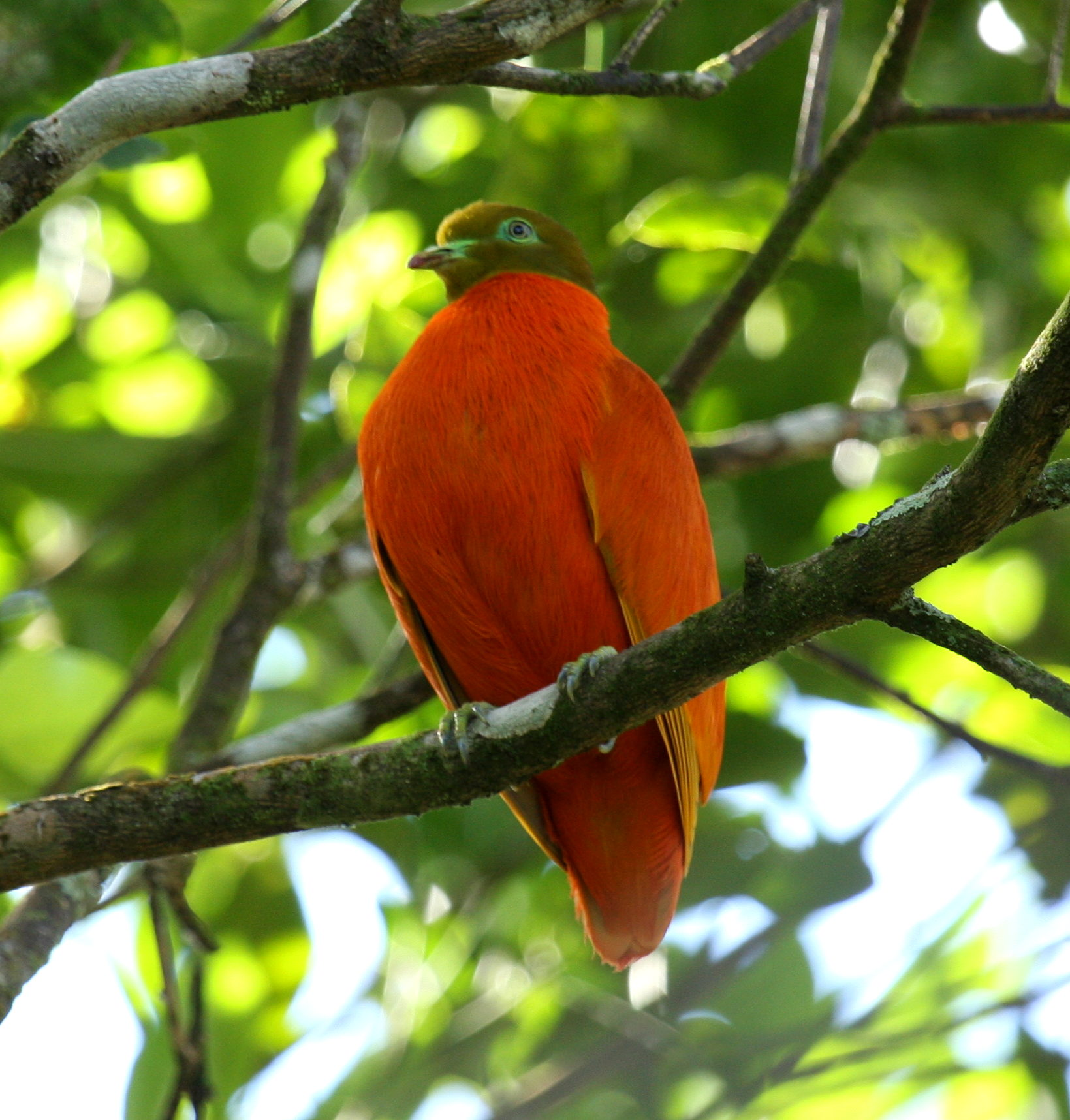
Narancsszínű gyümölcsgalamb (Ptilinopus victor)

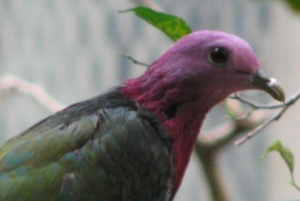
Bíborfejű gyümölcsgalamb (Ptilinopus porphyraceus)

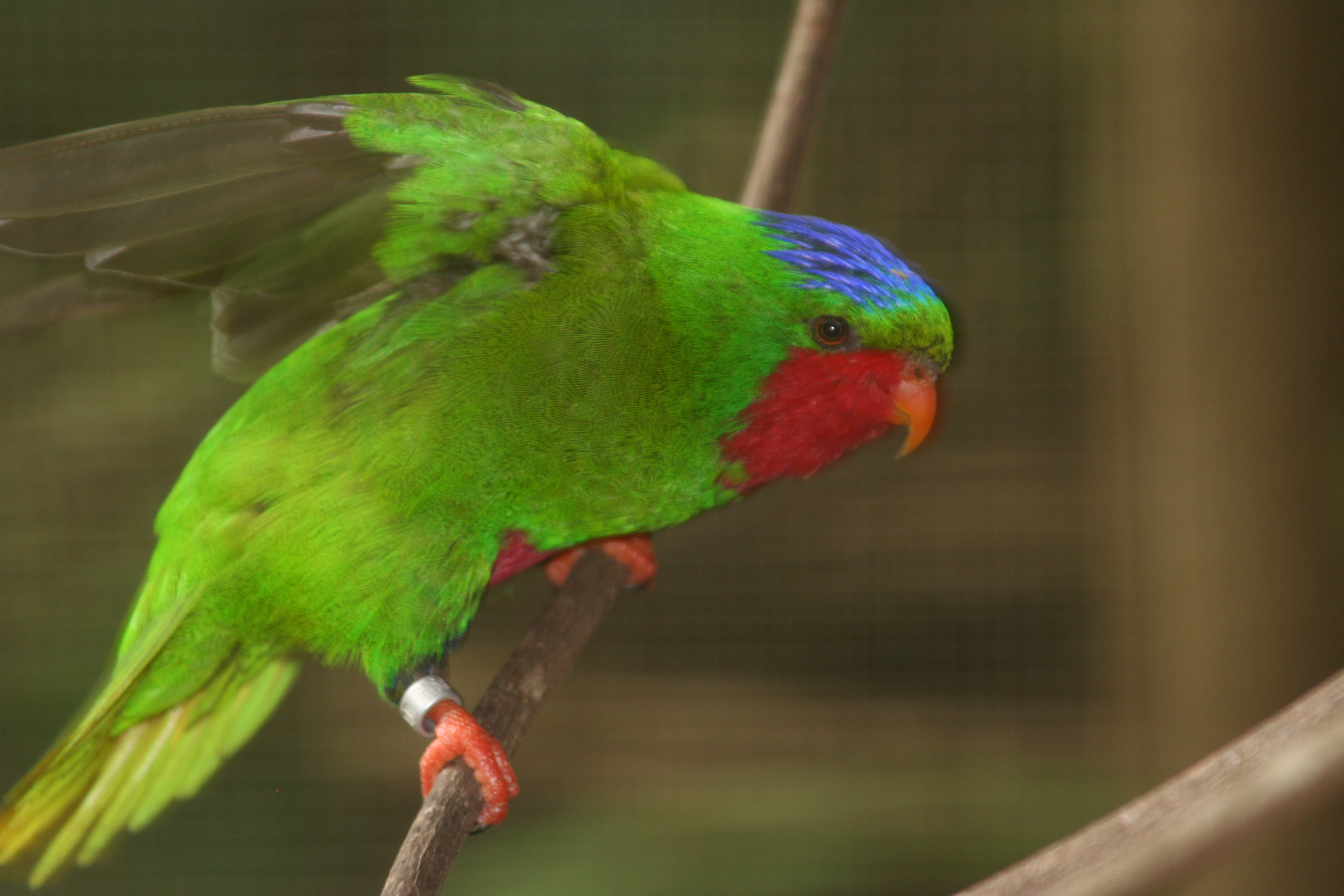
Kéksapkás lóri (Vini australis)

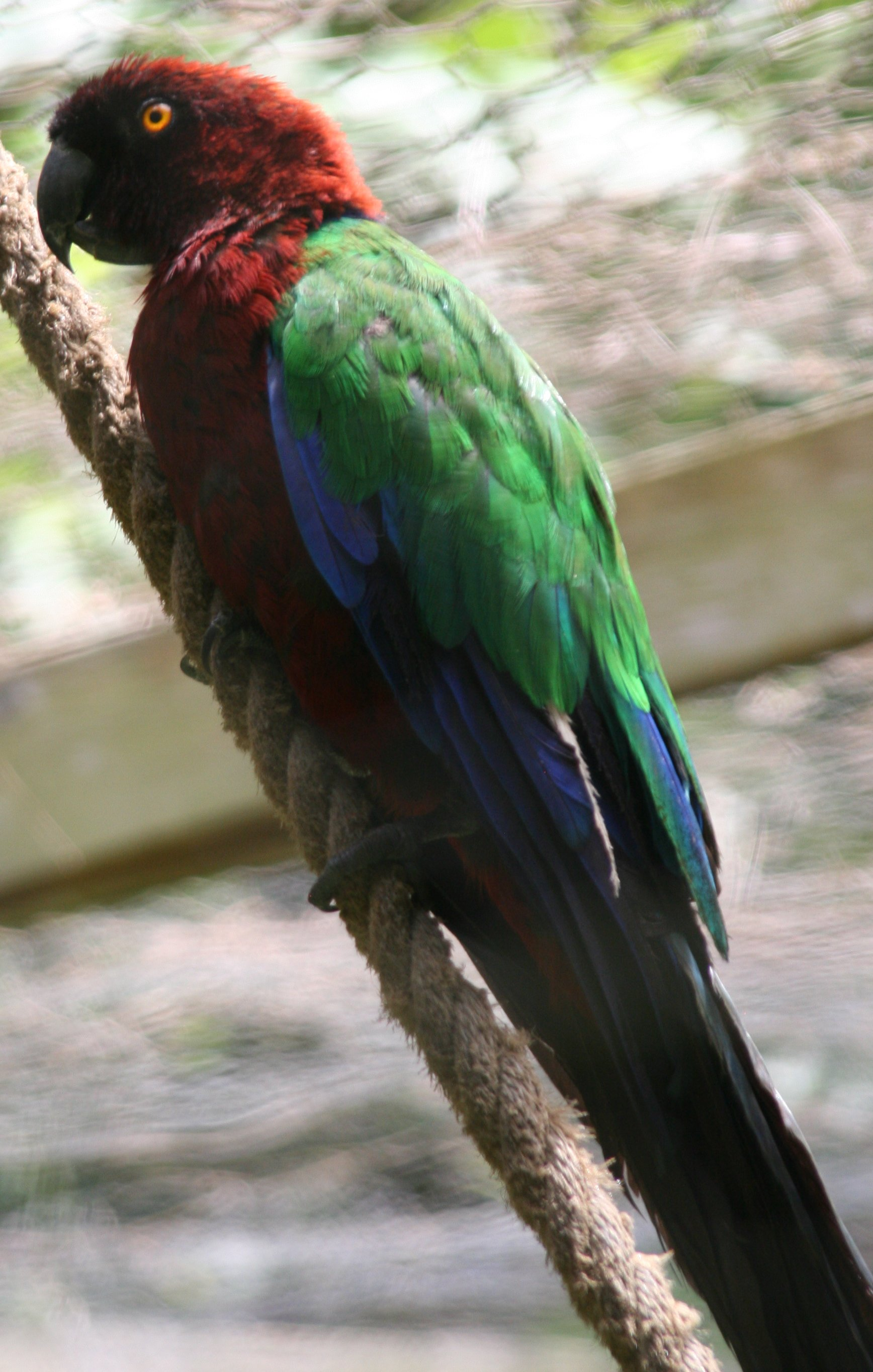
Gesztenyevörös pézsmapapagáj (Prosopeia tabuensis)

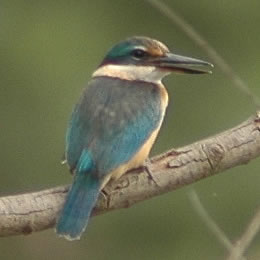
Halvány erdei halción (Todirhamphus sanctus)

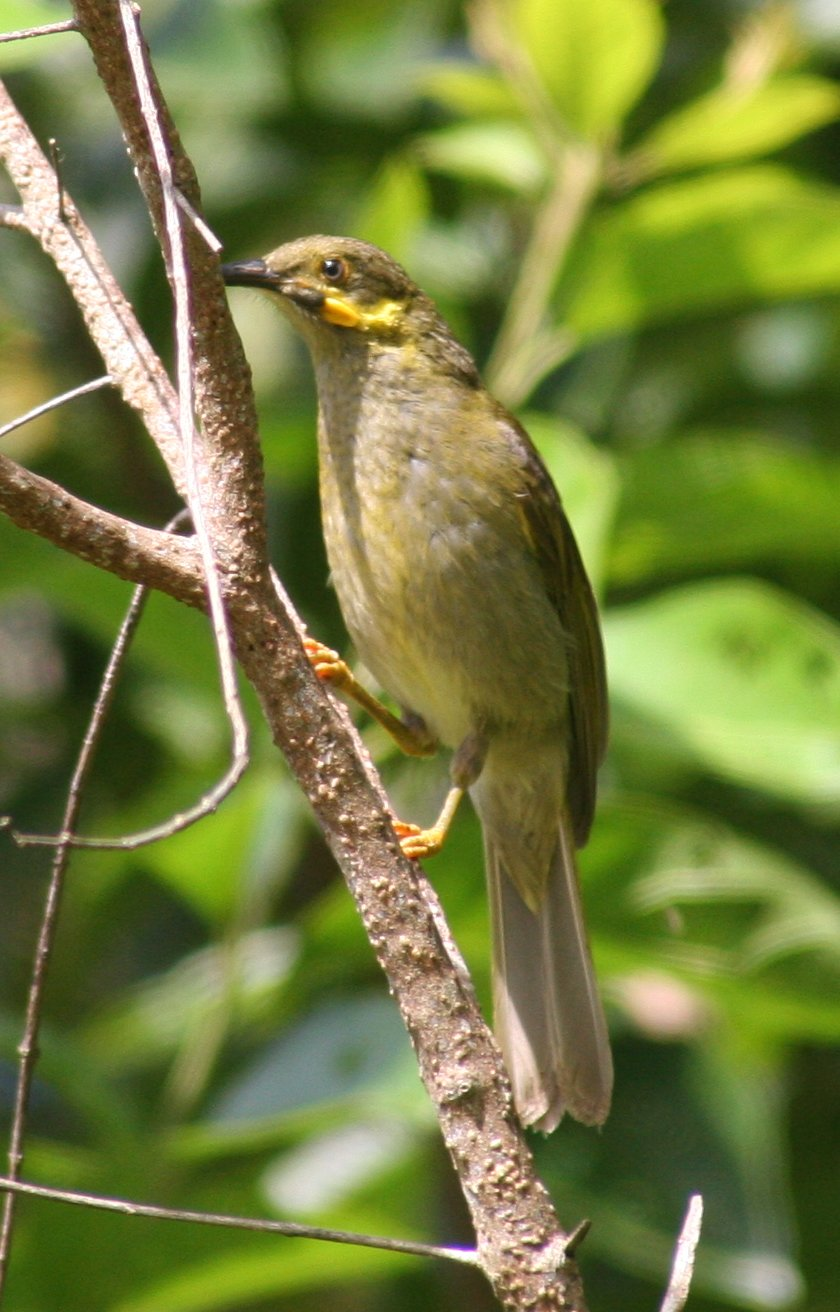
Pikkelyesfejű mézevő (Foulehaio carunculata)

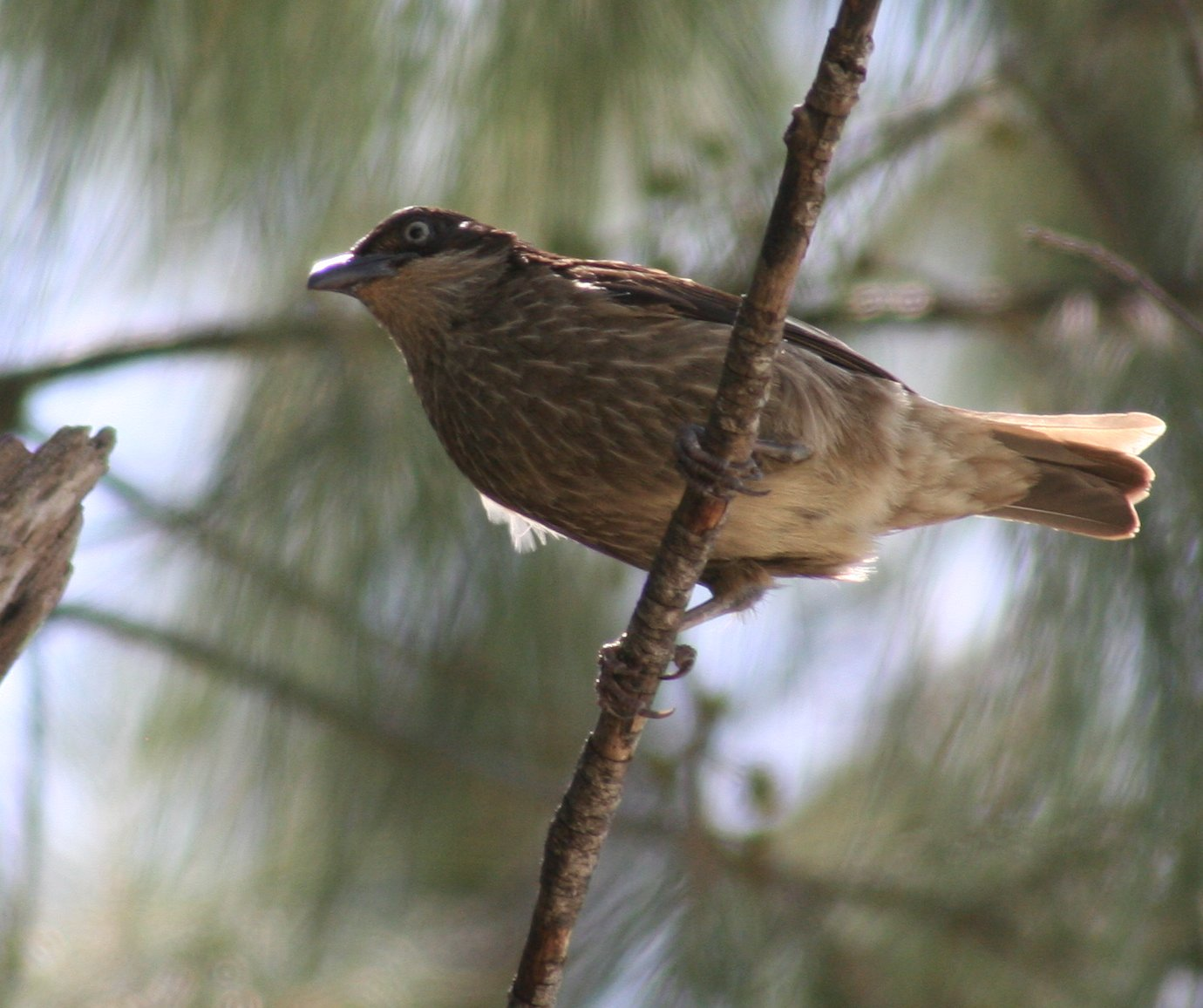
Déltengeri énekes seregély (Aplonis tabuensis)

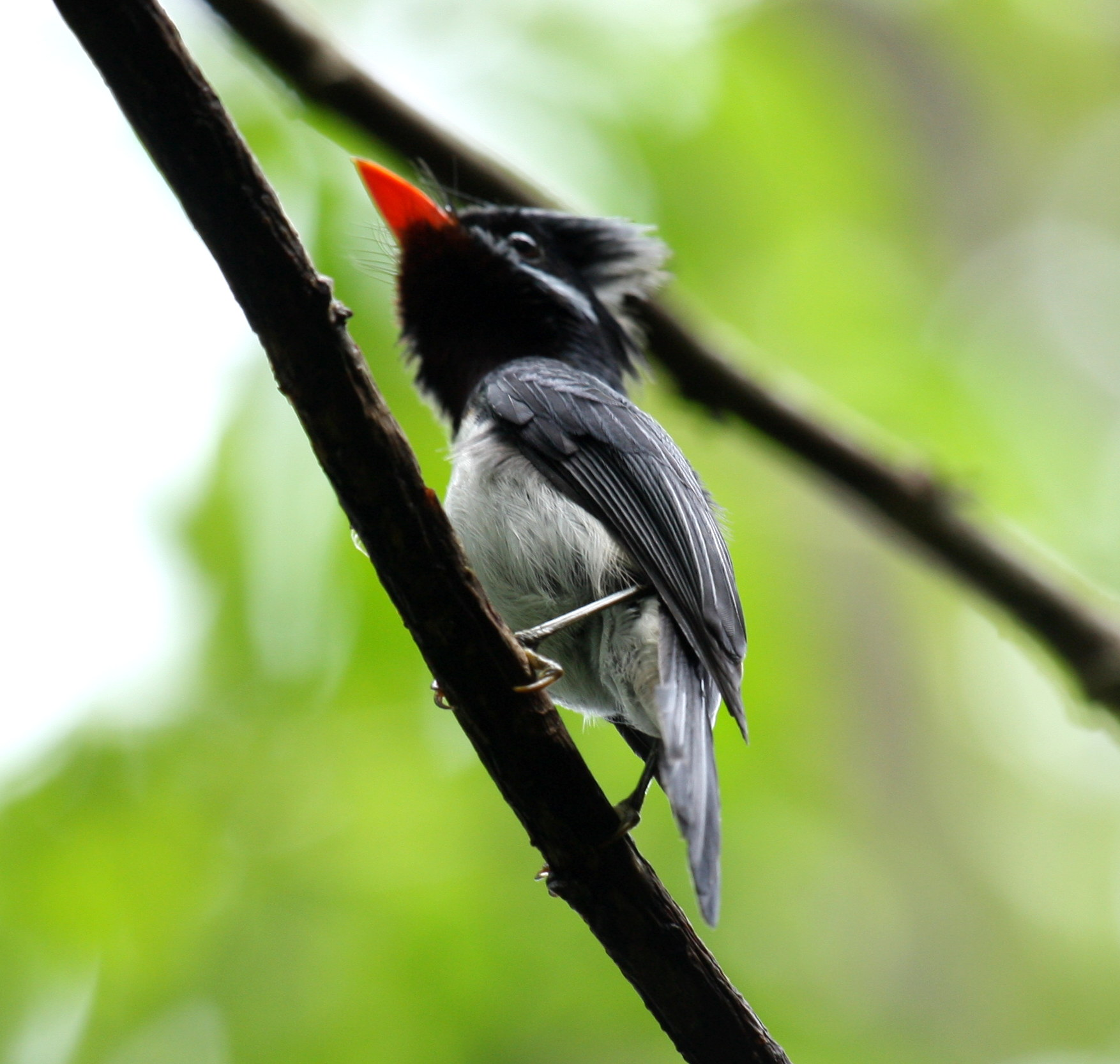
Azúrkoronás császárlégykapó (Myiagra azureocapilla)

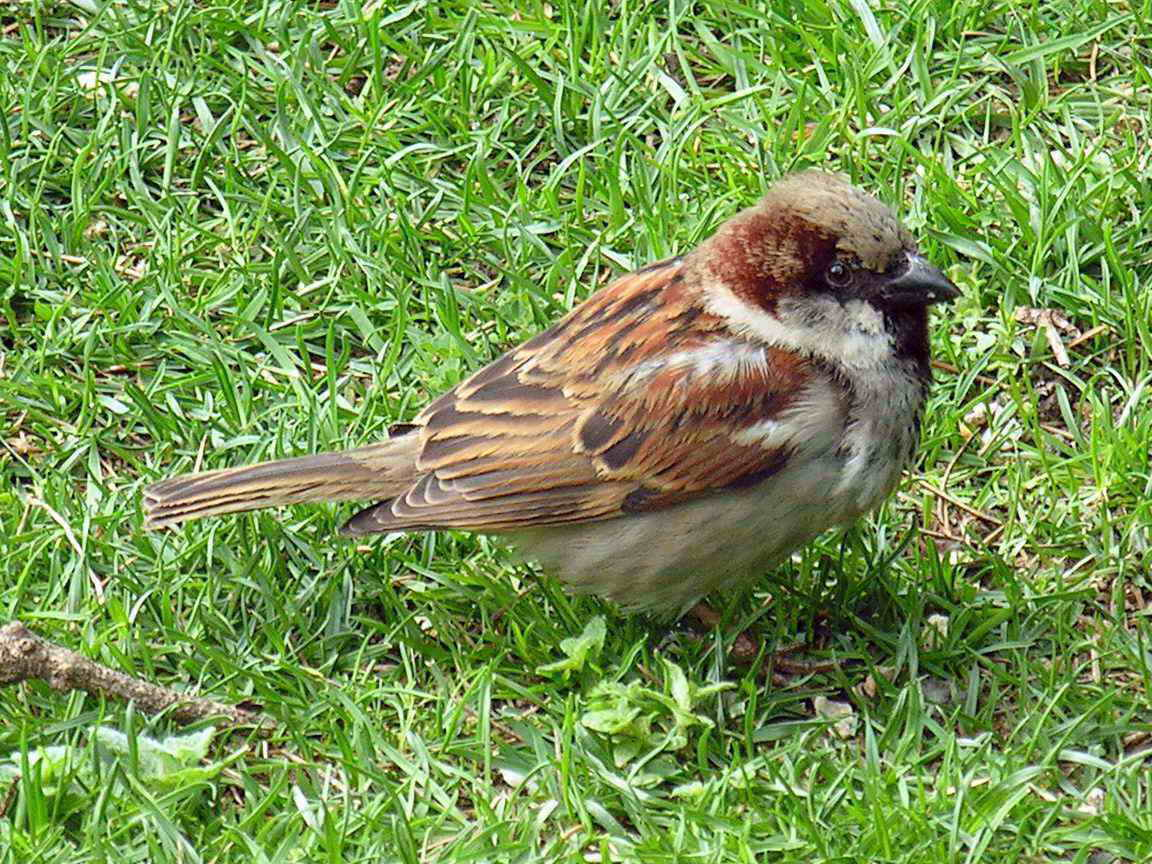
Házi veréb (Passer domesticus)

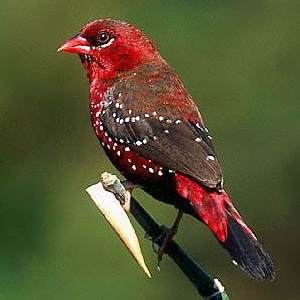
Tigrispinty (Amandava amandava)

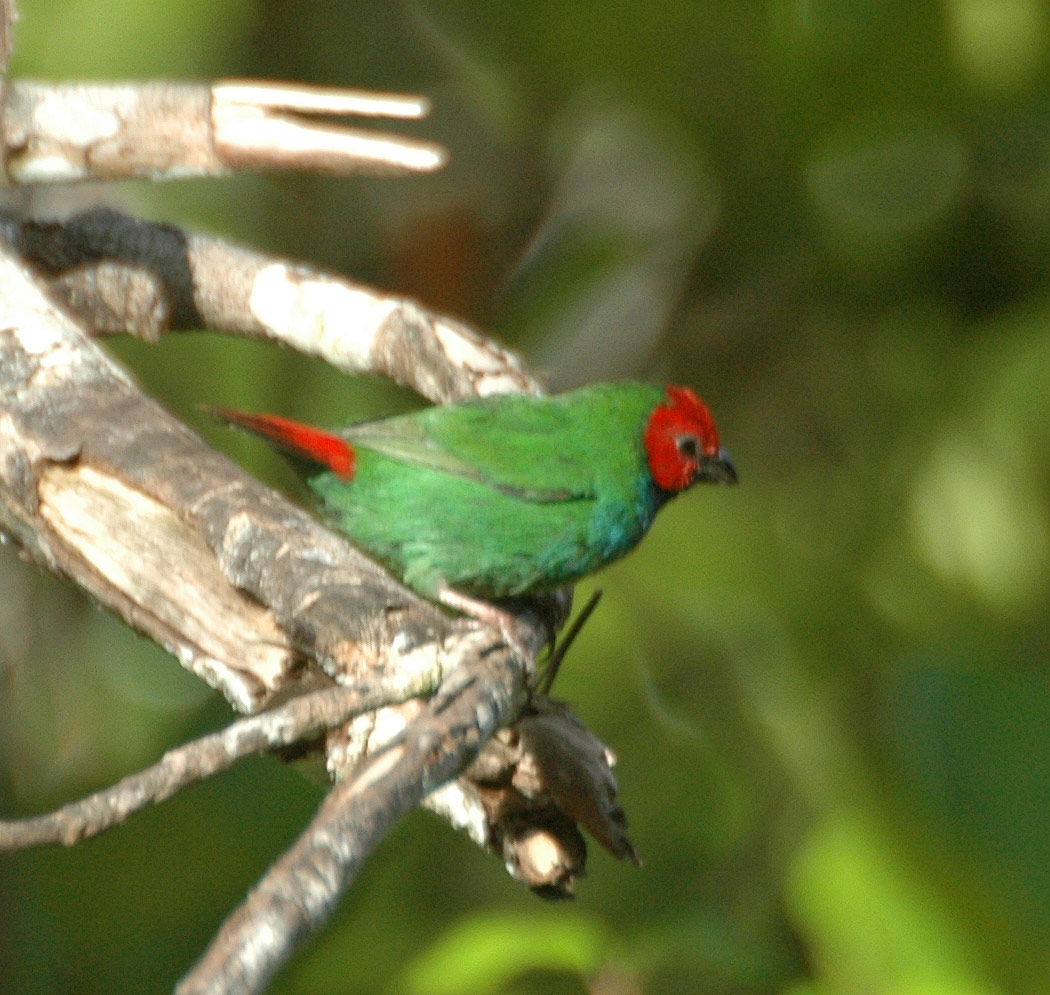
Peale-papagájamandina (Erythrura pealii

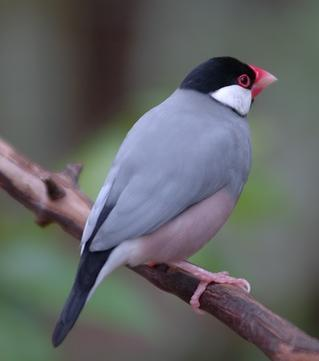
Rizspinty (Padda oryzivora)

A világon élő mintegy 10 000 madárfaj közül Fidzsi-szigeteken jelenleg 149 fajt tartanak nyilván. Ebből 26 endemikus, azaz sehol másutt nem található meg Földünkön, míg 13 fajt csak az ember honosított meg a szigeteken. 1 korábban itt honos faj mára sajnos kihalt.

## A Fidzsi-szigeteken előforduló madárfajok
- Rend: viharmadár-alakúak (Procellariiformes) – 21 faj
  - Család: albatroszfélék (Diomedeidae) – 2 faj
    - vándoralbatrosz (Diomedea exulans)
    - dolmányos albatrosz (Thalassarche melanophris, más néven Diomedea melanophris)

  - Család: viharmadárfélék (Procellariidae) – 15 faj
    - déli óriáshojsza (Macronectes giganteus)
    - galambhojsza (Daption capense)
    - Fidzsi-szigeteki viharmadár (Pseudobulweria macgillivrayi) más néven (Bulweria macgillivrayi) vagy (Pterodroma macgillivrayi) – endemikus faj
    - tahiti viharmadár (Pterodroma rostrata) más néven (Pseudobulweria rostrata)
    - Pterodroma alba
    - Pterodroma macroptera
    - Trinidadi viharmadár (Pterodroma arminjoniana)
    - Pterodroma inexpectata
    - Pterodroma cervicalis
    - Puffinus pacificus
    - Puffinus bulleri
    - szürke vészmadár (Puffinus griseus)
    - vékonycsőrű vészmadár (Puffinus tenuirostris)
    - Audubon-vészmadár (Puffinus lherminieri)
    - karácsony-szigeteki vészmadár (Puffinus nativitatis)

  - Család: viharfecskefélék (Hydrobatidae) – 4 faj
    - Wilson-viharfecske (Oceanites oceanicus)
    - fehérarcú viharfecske (Pelagodroma marina)
    - feketehasú viharfecske más néven Gould-viharfecske (Fregetta tropica)
    - polinéziai viharfecske (Nesofregetta fuliginosa)

- Rend: gödényalakúak (Pelecaniformes) – 8 faj
  - Család: trópusimadár-félék (Phaethontidae) – 2 faj
    - vörösfarkú trópusimadár (Phaethon rubricauda)
    - fehérfarkú trópusimadár (Phaethon lepturus)

  - Család : fregattmadárfélék (Fregatidae) – 2 faj
    - szalagos fregattmadár (Fregata minor)
    - Fregata ariel

  - Család: gödényfélék (Pelecanidae) – 1 faj
    - ausztrál pelikán (Pelecanus conspicillatus)

  - Család : szulafélék (Sulidae) – 3 faj
    - álarcos szula (Sula dactylatra)
    - piroslábú szula (Sula sula)
    - fehérhasú szula (Sula leucogaster)

- Rend: gólyaalakúak (Ciconiiformes) – 5 faj
  - Család: gémfélék (Ardeidae) – 4 faj
    - nagy kócsag (Egretta alba) vagy (Ardea alba)
    - fehérarcú gém (Egretta novaehollandiae)
    - keleti zátonykócsag (Egretta sacra)
    - mangróvegém (Butorides striatus)

  - Család: íbiszfélék (Threskiornithidae) – 1 faj
    - batla (Plegadis falcinellus)

- Rend: lúdalakúak (Anseriformes) – 3 faj
  - Család: récefélék (Anatidae) – 3 faj
    - vándorfütyülőlúd (Dendrocygna arcuata)
    - tőkés réce (Anas platyrhynchos)
    - szemöldökös réce (Anas superciliosa)

- Rend: sólyomalakúak (Falconiformes) – 3 faj
  - Család: vágómadárfélék (Accipitridae) – 2 faj
    - mocsári rétihéja (Circus approximans)
    - fidzsi héja (Accipiter rufitorques) – endemikus faj

  - Család: sólyomfélék (Falconidae) – 1 faj
    - vándorsólyom (Falco peregrinus)

- Rend: tyúkalakúak (Galliformes) – 3 faj 
  - Család: fácánfélék ((Phasianidae)) – 3 faj
    - vadpulyka (Meleagris gallopavo) – betelepített faj
    - Coturnix ypsilophora – betelepített faj
    - fácán (Phasianus colchicus) – betelepített faj

- Rend: darualakúak (Gruiformes) – 5 faj
  - Család: guvatfélék (Rallidae) – 5 faj
    - fidzsi csíkosszárnyú guvat (Nesoclopeus poecilopterus) – kihalt endemikus faj
    - szalagos guvat (Gallirallus philippensis)
    - déltengeri vízicsibe (Porzana tabuensis) más néven (Limnocorax tabuensis)
    - barnás vízicsibe (Poliolimnas cinereus) más néven (Porzana cinerea)
    - kék fú (Porphyrio porphyrio)

- Rend: lilealakúak (Charadriiformes) – 39 faj
  - Család: lilefélék (Charadriidae) – 6 faj
    - álarcos bíbic (Vanellus miles)
    - ázsiai pettyeslile (Pluvialis fulva)
    - ezüstlile (Pluvialis squatarola)
    - tibeti lile (Charadrius mongolus)
    - sztyeppi lile (Charadrius asiaticus)
    - maori lile (Charadrius bicinctus)

  - Család: szalonkafélék (Scolopacidae) – 15 faj 
    - feketeszárnyú goda (Limosa haemastica)
    - kis goda (Limosa lapponica)
    - kis póling (Numenius phaeopus)
    - tahiti póling (Numenius tahitiensis)
    - távol-keleti póling (Numenius madagascariensis)
    - terekcankó (Xenus cinereus)
    - billegetőcankó (Actitis hypoleucos)
    - szibériai vándorcankó (Heteroscelus brevipes) más néven (Tringa brevipes)
    - Heterosceles incanus más néven Tringa incana
    - kőforgató (Arenaria interpres)
    - sarki partfutó (Calidris canutus)
    - fenyérfutó (Calidris alba)
    - rozsdástorkú partfutó (Calidris ruficollis)
    - vándorpartfutó (Calidris melanotos)
    - hegyesfarkú partfutó (Calidris acuminata)

  - Család: halfarkasfélék (Stercorariidae) – 4 faj
    - szélesfarkú halfarkas (Stercorarius pomarinus)
    - ékfarkú halfarkas (Stercorarius parasiticus)
    - nyílfarkú halfarkas (Stercorarius longicaudus)
    - délsarki halfarkas (Stercorarius maccormicki) más néven (Catharacta maccormicki)

  - Család: sirályfélék (Laridae) – 2 faj
    - ausztrál sirály (Larus novaehollandiae)
    - kacagó sirály (Larus atricilla)

  - Család: csérfélék (Sternidae) – 12 faj
    - barna noddi (Anous stolidus)
    - fekete noddi (Anous minutus)
    - ezüstnoddi (Procelsterna cerulea)
    - tündércsér (Gygis alba)
    - álarcos csér (Sterna anaethetus) vagy (Onychoprion anaethetus)
    - füstös csér (Sterna fuscata) vagy (Onychoprion fuscata)
    - szürkehátú csér (Sterna lunata) vagy (Onychoprion lunata)
    - kis csér (Sterna albifrons)
    - fehérarcú csér (Sterna nereis)
    - feketefejű csér (Sterna sumatrana)
    - küszvágó csér (Sterna hirundo)
    - üstökös csér (Sterna bergii) vagy (Thalasseus bergii)

- Rend: galambalakúak (Columbiformes) – 11 faj
  - galambfélék (Columbidae) – 11 faj
    - szirti galamb (Columba livia) – betelepített faj
    - fémfényű galamb (Columba vitiensis)
    - gyöngyösnyakú gerle (Streptopelia chinensis) – betelepített faj
    - bíborvállú csillagosgalamb (Gallicolumba stairi)
    - sárgás gyümölcsgalamb (Ptilinopus perousii)
    - bíborfejű gyümölcsgalamb (Ptilinopus porphyraceus)
    - narancsszínű gyümölcsgalamb (Ptilinopus victor) – endemikus faj
    - sárgafejű gyümölcsgalamb (Ptilinopus layardi) – endemikus faj
    - aranyos gyümölcsgalamb (Ptilinopus luteovirens) – endemikus faj
    - barnafarkú császárgalamb (Ducula latrans) – endemikus faj
    - bütykös császárgalamb (Ducula pacifica)

- Rend: papagájalakúak – 6faj
  - Család : lórifélék (Loriidae) – 3 faj
    - remetelóri (Phigys solitarius) – endemikus faj
    - kéksapkás lóri vagy kékfejű lóri (Vini australis)
    - pirostorkú lóri (Charmosyna amabilis) – endemikus faj

  - Család : papagájfélék (Psittacidae) – 3 faj
    - sárgahasú álarcospapagáj vagy sárgahasú pézsmapapagáj (Prosopeia personata) – endemikus faj
    - vöröshasú álarcospapagáj vagy fénylő pézsmapapagáj (Prosopeia splendens) – endemikus faj
    - Pompadour papagáj vagy gesztenyevörös pézsmapapagáj (Prosopeia tabuensis) – endemikus faj

- Rend: kakukkalakúak (Cuculiformes) – 2 faj
  - Család: kakukkfélék (Cuculidae) – 2 faj
    - Cacomantis flabelliformis
    - hosszúfarkú koel (Eudynamys taitensis) vagy (Urodynamis taitensis)

- Rend: bagolyalakúak (Strigiformes) – 2 faj
  - Család: gyöngybagolyfélék (Tytonidae) – 2 faj  
    - gyöngybagoly (Tyto alba)
    - ausztrál gyöngybagoly (Tyto novaehollandiae)

- Rend: lappantyúalakúak (Caprimulgiformes) – 1 faj
  - Család : bagolyfecskefélék (Podargidae) – 1 faj
    - bagolyfecske (Podargus strigoides) – betelepített faj

- Rend: sarlósfecske-alakúak (Apodiformes) – 2 faj
  - Család: sarlósfecskefélék (Apodidae) – 2 faj
    - Aerodramus spodiopygius
    - sertefarkú sarlósfecske (Hirundapus caudacutus)

- Rend: szalakótaalakúak (Coraciiformes) – 2 faj
  - Család: jégmadárfélék (Alcedinidae) – 2 faj
    - örvös halción (Todirhamphus chloris)
    - halvány erdei halción (Todirhamphus sanctus)

- Rend:verébalakúak (Passeriformes) – 142 faj
  - Család: fecskefélék (Hirundinidae) – 1 faj
    - déltengeri fecske (Hirundo tahitica)

  - Család : tüskésfarúfélék (Campephagidae) – 1 faj 
    - Lalage maculosa

  - Család : bülbülfélék (Pycnonotidae) – 1 faj
    - kormos bülbül (Pycnonotus cafer) – betelepített faj

  - Család: rigófélék (Turdidae) – 1 faj
    - szürkefejű rigó (Turdus poliocephalus)

  - Család: óvilági poszátafélék (Sylviidae) – 2 faj
    - fidzsi berkiposzáta (Cettia ruficapilla) – endemikus faj
    - hosszúlábú poszáta vagy rigóposzáta (Trichocichla rufa) – endemikus faj

  - Család : Legyezőfarkú-félék (Rhipiduridae) – 3 faj 
    - fidzsi legyezőfarok (Rhipidura personata) – endemikus faj
    - csíkosbegyű legyezőfarok (Rhipidura verreauxi) – endemikus faj
    - Rhipidura spilodera

  - Család : császárlégykapó-félék (Monarchidae) – 7 faj
    - ogea-szigeti császárlégykapó (Mayrornis versicolor) – endemikus faj
    - Mayrornis lessoni – endemikus faj
    - Clytorhynchus vitiensis
    - Clytorhynchus nigrogularis
    - vanikorói császárlégykapó (Myiagra vanikorensis)
    - azúrkoronás császárlégykapó (Myiagra azureocapilla) – endemikus faj
    - selyemfarkú légykapó (Lamprolia victoriae) – endemikus faj

  - Család : légyvadászfélék (Pachycephalidae) – 1 faj
    - aranyhasú légyvadász más néven sárga légykapó (Pachycephala pectoralis)

  - Család : pápaszemesmadár-félék (Zosteropidae)
    - Layard-pápaszemes madár (Zosterops explorator) – endemikus faj
    - ezüstös pápaszemes madár (Zosterops lateralis)
    - sárgafejű pápaszemes madár (Zosterops flavifrons)

  - Család : mézevőfélék Meliphagidae) – 5 faj
    - rotuma szigeti mézevő (Myzomela chermesina) – endemikus faj
    - narancsmellű mézevő (Myzomela jugularis) – endemikus faj
    - pikkelyesfejű mézevő (Foulehaio carunculata)
    - aranyszemű mézevő vagy Kandavu szigeti mézevő (Xanthotis provocator) – endemikus faj
    - óriásmézevő (Gymnomyza viridis) – endemikus faj

  - Család : fecskeseregély-félék (Artamidae) – 1 faj
    - fidzsi fecskeseregély (Artamus mentalis) – endemikus faj

  - Család : fojtógébicsfélék (Cracticidae) – 1 faj
    - feketehátú fuvolázómadár (Gymnorhina tibicen) – betelepített faj

  - Család : seregélyfélék (Sturnidae) – 4 faj
    - déltengeri énekes seregély (Aplonis tabuensis)
    - seregély (Sturnus vulgaris) – betelepített faj
    - pásztormejnó (Acridotheres tristis) – betelepített faj
    - dzsungel majna (Acridotheres fuscus) – betelepített faj

  - Család: verébfélék (Passeridae)
    - házi veréb (Passer domesticus) – betelepített faj

  - Család : díszpintyfélék (Estrildidae)
    - tigrispinty (Amandava amandava) – betelepített faj
    - Peale-papagájamandina vagy rövidfarkú papagájamandina (Erythrura pealii vagy Amblynura prasina) – endemikus faj
    - Kleinschmidt-papagájamandina vagy halványcsőrű papagájamandina (Erythrura kleinschmidti vagy Amblynura kleinschmidti) – endemikus faj
    - rizspinty (Padda oryzivora) – betelepített faj

## Képek endemikus madárfajokról

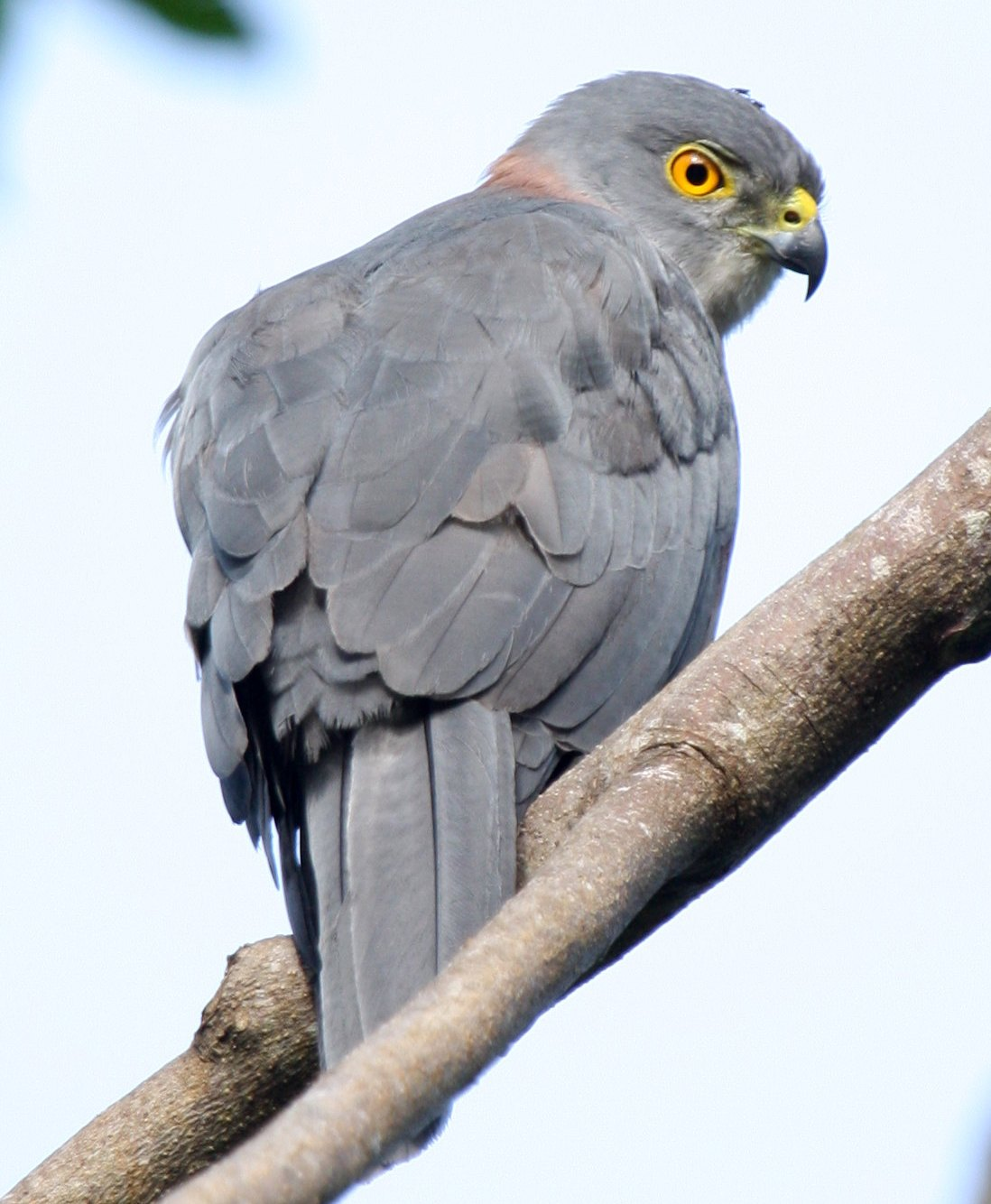
Fidzsi héja (Accipiter rufitorques)
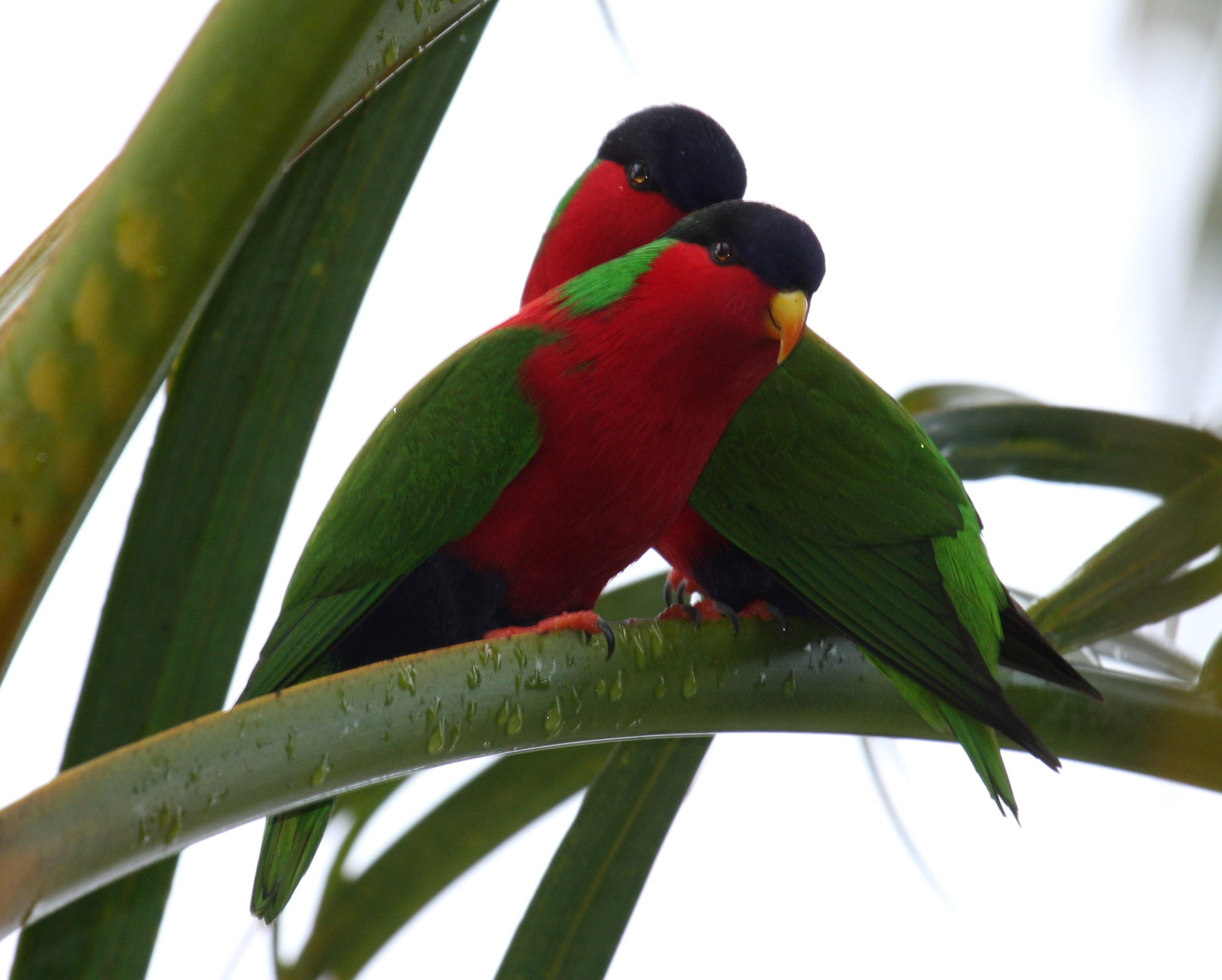
Remetelóri (Phigys solitarius)
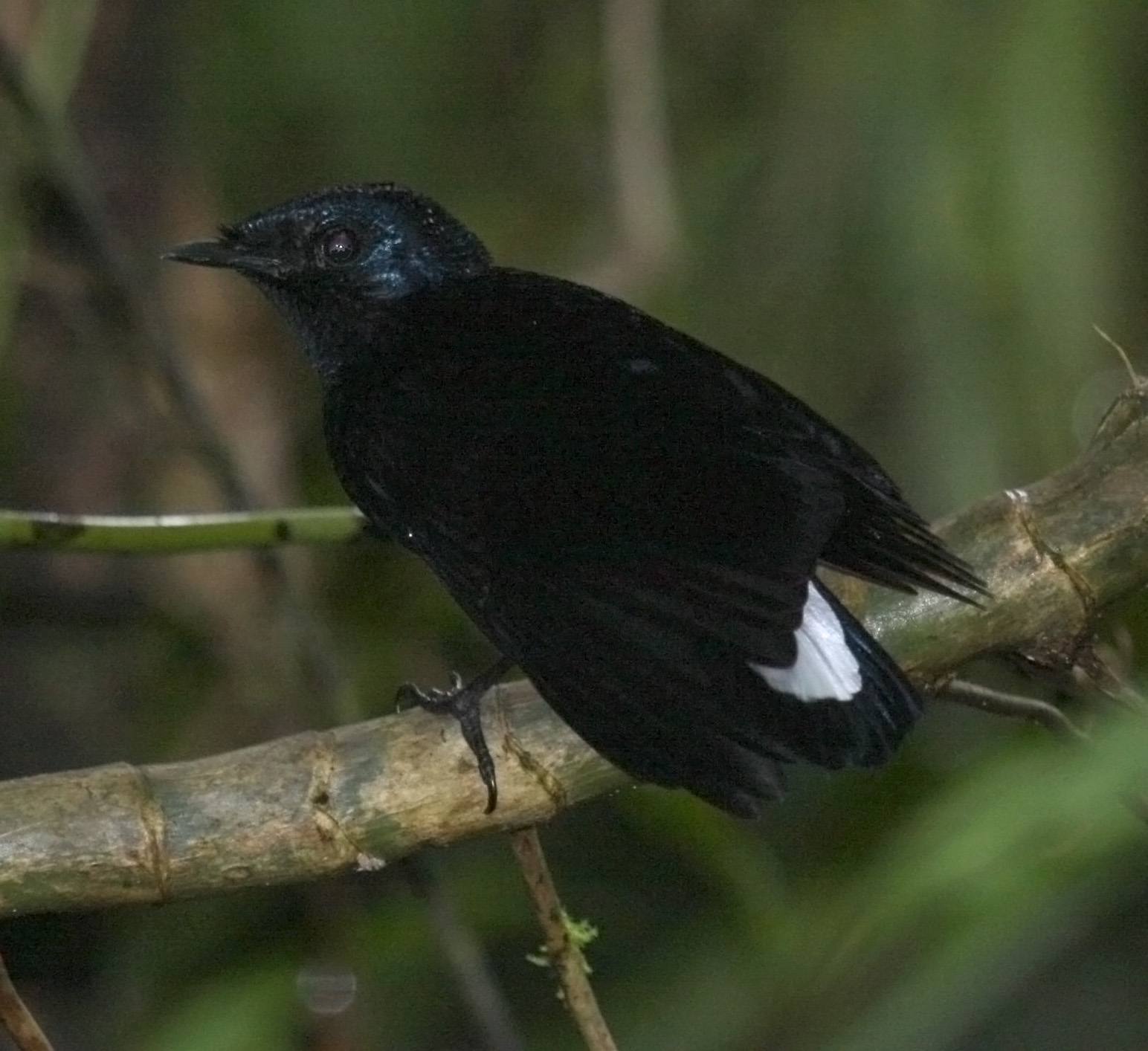
Selyemfarkú légykapó (Lamprolia victoriae)
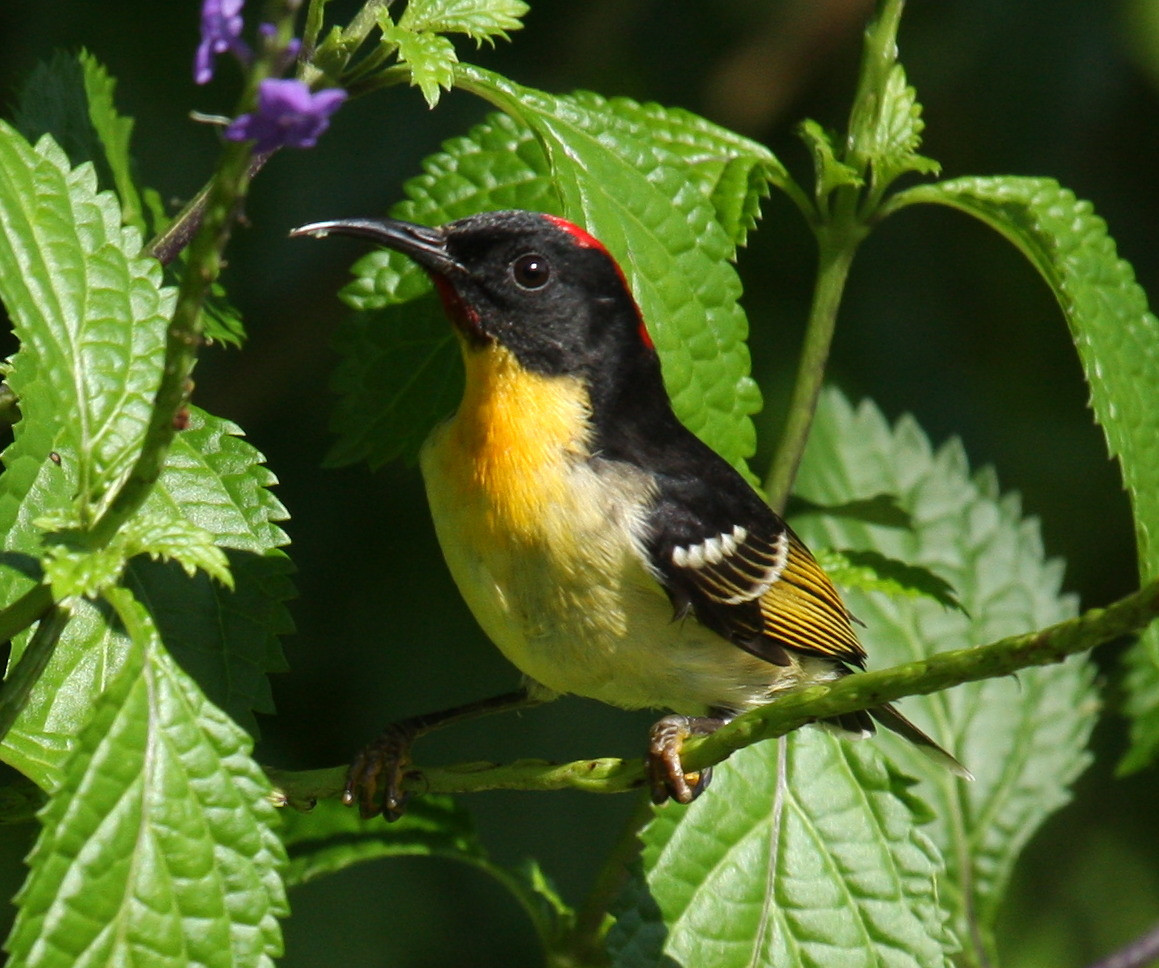
Narancsmellű mézevő (Myzomela jugularis)
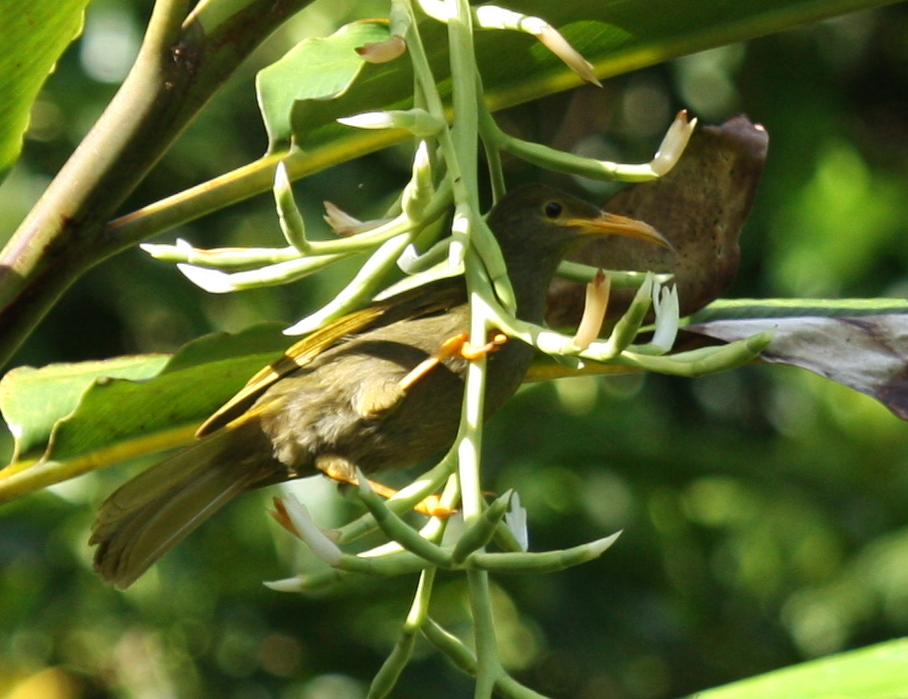
Óriásmézevő (Gymnomyza viridis)
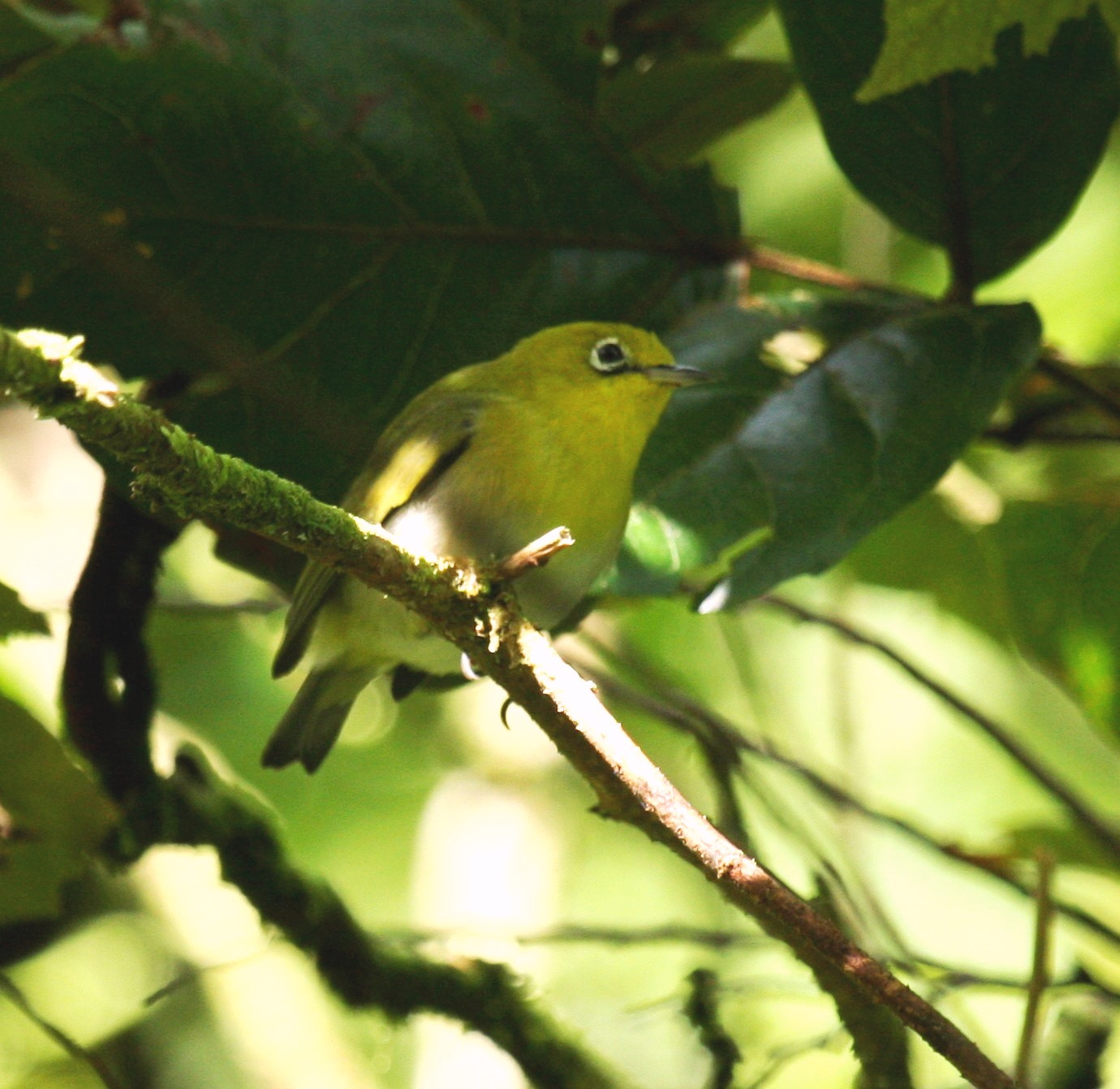
Layard-pápaszemes madár (Zosterops explorator)